# Parker (Florida)
Parker ist eine Stadt im Bay County im US-Bundesstaat Florida. Das U.S. Census Bureau hat bei der Volkszählung 2020 eine Einwohnerzahl von 4.010 ermittelt. 

## Geographie
Parker grenzt direkt an die Städte Callaway und Springfield. Die Stadt liegt rund 5 km östlich von Panama City sowie etwa 150 km westlich von Tallahassee.

## Demographische Daten
Laut der Volkszählung 2010 verteilten sich die damaligen 4317 Einwohner auf 2310 Haushalte. Die Bevölkerungsdichte lag bei 863,4 Einw./km². 78,5 % der Bevölkerung bezeichneten sich als Weiße, 12,5 % als Afroamerikaner, 0,9 % als Indianer und 2,5 % als Asian Americans. 1,2 % gaben die Angehörigkeit zu einer anderen Ethnie und 4,3 % zu mehreren Ethnien an. 5,6 % der Bevölkerung bestand aus Hispanics oder Latinos.
Im Jahr 2010 lebten in 28,6 % aller Haushalte Kinder unter 18 Jahren sowie 29,7 % aller Haushalte Personen mit mindestens 65 Jahren. 63,4 % der Haushalte waren Familienhaushalte (bestehend aus verheirateten Paaren mit oder ohne Nachkommen bzw. einem Elternteil mit Nachkomme). Die durchschnittliche Größe eines Haushalts lag bei 2,32 Personen und die durchschnittliche Familiengröße bei 2,82 Personen.
23,6 % der Bevölkerung waren jünger als 20 Jahre, 25,4 % waren 20 bis 39 Jahre alt, 27,7 % waren 40 bis 59 Jahre alt und 23,4 % waren mindestens 60 Jahre alt. Das mittlere Alter betrug 41 Jahre. 48,7 % der Bevölkerung waren männlich und 51,3 % weiblich.
Das durchschnittliche Jahreseinkommen lag bei 43.514 $, dabei lebten 11,3 % der Bevölkerung unter der Armutsgrenze.
Im Jahr 2000 war Englisch die Muttersprache von 96,32 % der Bevölkerung, deutsch sprachen 1,60 % und 2,08 % hatten eine andere Muttersprache.

## Verkehr
Parker wird vom U.S. Highway 98 (SR 30A) sowie der Florida State Road 30 durchquert. Der Northwest Florida Beaches International Airport liegt rund 40 km nordwestlich der Stadt.

## Kriminalität
Die Kriminalitätsrate lag im Jahr 2010 mit 394 Punkten (US-Durchschnitt: 266 Punkte) im durchschnittlichen Bereich. Es gab einen Mord, vier Vergewaltigungen, einen Raubüberfall, neun Körperverletzungen, 73 Einbrüche, 116 Diebstähle und 17 Autodiebstähle.